# Льюисон, Людвиг
Людвиг Льюисон (англ. Ludwig Lewisohn, при рождении Левисон; 30 мая 1882, Берлин, Германия, — 31 декабря 1955, Майами-Бич, США) — американский писатель и переводчик.

## Биография
Родился в еврейской семье, которая в 1890 году переехала в США и поселилась в городе Чарльстон (Южная Каролина). Хотя его мать была дочерью раввина, семья исповедовала христианство, и в юности Людвиг активно участвовал в деятельности методистской церкви. Окончив с отличием колледж в Чарльстоне, в 1902 году он поступил в Колумбийский университет для написания диссертации и в следующем году получил степень магистра искусств. В 1904 году его преподаватели сообщили ему, что еврей никогда не сможет получить место преподавателя англоязычной литературы в американском университете. Горькая ирония этих слов привела Льюисона обратно к иудаизму, и он стал ярым критиком ассимиляции евреев в США. С 1948 года — профессор сравнительного литературоведения в университете Брандейса.
Он создал множество произведений, самое известное из которых — роман «Остров внутри» (1928), в 1933 году включённый нацистами в список книг, подлежащих сожжению. Выпустил несколько мемуаров, переводил немецкоязычную литературу (в частности, впервые перевёл на английский «Песню Бернадетты» Франца Верфеля), а также написал предисловие к первому англоязычному изданию содержащей плодотворные идеи работы Отто Ранка «Искусство и художник». Также является автором ряда работ по иудаике и сионизму.

## Избранные сочинения
- The Broken Snare, 1908.
- A Night in Alexandria, 1909.
- German Style, An Introduction to the Study of German Prose, 1910.
- The Modern Drama, 1914.
- Up Stream, 1922.
- Israel, 1925.
- The Case of Mr. Crump, 1926.
- The Island Within, 1928.
- Expression in America, 1931.
- The Last Days of Shylock, 1931.
- Rebirth, A Book of Modern Jewish Thought, 1935.
- Trumpet of Jubilee, 1937.